# Jules Dumont
Jules Dumont (Roubaix, 1 de enero de 1888 - Suresnes, 15 de junio de 1943) fue un político francés, miembro del Partido Comunista. Durante la guerra civil española se incorporó a las Brigadas Internacionales que combatían contra el fascismo y en defensa de la legalidad republicana. 

## Biografía
Hijo de un zapatero, hizo el servicio militar en Marruecos, donde fue nombrado suboficial y participó en operaciones de pacificación.
Durante la Primera Guerra Mundial, luchó durante cincuenta y dos meses en todos los frentes: Flandes, Somme, Verdún y Salónica, y terminó la guerra como capitán, condecorado con la Croix de Guerre y la Légion de Honor. Cuando estaba siendo trasladado a los Balcanes, su buque fue torpedeado y sobrevivió al naufragio. Herido varias veces, gaseado un mes antes del armisticio, decidió quedarse en el ejército. Sería destinado a Dunkerque y luego a Marruecos, dejando el ejército en 1920.
En Marruecos se instaló en Ain Taoujdate, convirtiéndose en colono. Se casó y tuvo diez hijos. Se empezó a preocupar por la situación de los nativos, y la lectura de L'Humanité le hizo hacerse comunista. En noviembre de 1934 organizó unas reuniones de propaganda anticolonialista, pero fue detenido y juzgado ante el tribunal militar de Mequinez y condenado el 15 de enero de 1935 por propaganda comunista y distribución de periódicos prohibidos.
En otoño de 1935 es enviado a Etiopía a asesorar al Negus como experto militar en su lucha contra los fascistas italianos.
A principios de septiembre de 1936 llega a Madrid, formando parte de la centuria Comuna de Paris.Estaba previsto que dicha unidad, junto con la centuria Gastone Sozzi, se unieran al Quinto Regimiento y se deplazara al frente. Dumont convenció a parte de sus compañeros para mejorar su instrucción antes de ir al frente, trasladándose al Cuartel de la Montaña. A mediados de octubre de 1936, se dirige con todos sus compañeros a Albacete, en donde se estaban creando las Brigadas Internacionales.
A finales de octubre de 1936 está al mando del batallón Comuna de París, la cual está integrada en la XI Brigada internacional.
Participa con su batallón en los enfrentamientos de la Casa de Campo y de la Ciudad Universitaria en la batalla de Madrid. También en los combates por la Carretera de la Coruña en diciembre de 1936. El 6 de enero de 1937, en El Plantío, es herido en una pierna por un disparo, cuando su unidad se trasladaba a la Carretera de la Coruña para detener un avance rebelde. El 15 de febrero de 1937 vuelve a ser herido en plena batalla del Jarama.
En abril de 1937 se produce una reorganización de las Brigadas Internacionales y pasa a ser jefe de la XIV Brigada Internacional. La relación con sus nuevos soldados no fue buena. Al llegar al mando varias de sus primeras medidas fueron prohibir a los soldados que le dirigieran la palabra si no era por escrito y crear una compañía disciplinaria llamada de los "pioneros". Empezó incluso a traer nuevos oficiales, muchos de ellos de la XI Brigada Internacional, para sustituir a los de la XIV. Se llegaron a producir ejecuciones de soldados.
Toma parte en la batalla de La Granja, ya con rango de teniente coronel. Su brigada forma parte de la 35.ª División al mando de Walter. Su actuación en dicha batalla no fue buena, y tuvo fuertes enfrentamientos con Walter, pensando incluso en presentar su dimisión.  Las relaciones con Walter fueron desde entonces pésimas, llegando este incluso a excluir a la XIV Brigada Internacional de la batalla de Brunete.
A mediados de octubre de 1937 se dirige con su brigada a la Cuesta de la Reina a reforzar las posiciones republicanas ante un fuerte ataque rebelde. Los combates entre el 16 y el 18 de octubre son durísimos, perdiendo la brigada más de 1.200 soldados entre heridos y muertos.
A finales de 1937 Dumont trata de ascender a general. Para ello idea desdoblar a la XIV Brigada Internacional en dos, convirtiéndose entonces él en jefe de una división. El proyecto no prosperará, y Dumont decide regresar a Francia. Le sustituye a finales de diciembre, Marcel Sagnier. Abandonó España a mediados de enero de 1938, aunque su baja definitiva no sería hasta un mes después.
Tras ocupar los alemanes Francia durante la Segunda Guerra Mundial, se unió a la Resistencia, convirtiéndose en uno de los miembros del Comité Militaire National des Francs-Tireurs et Partisans (FTP), teniendo el apodo de "coronel Paul". Participó en la organización de la resistencia en la región de París. Fue detenido en 1942 por los alemanes en Wasquehal, en el norte de Francia, y sería fusilado en el fuerte de Mont Valérien (Suresnes) el 15 de junio de 1943.
Durante la guerra civil española se le apodaba "coronel Kodak" debido a su afición a ser fotografiado.
Nick Gillain, soldado de la XIV brigada internacional, dice de él que era un hombre rechoncho, de rostro enrojecido, con ojillos malignos de campesino astuto. Descuidado en su indumentaria, muy aficionado a dar discursos largos y pesados. Era meticuloso, ordenado y sin bravura.